# Perrigny-sur-Loire
Perrigny-sur-Loire ist eine französische Gemeinde mit 140 Einwohnern (Stand 1. Januar 2022) im Département Saône-et-Loire in der Region Bourgogne-Franche-Comté (vor 2016 Bourgogne). Die Gemeinde gehört zum Arrondissement Charolles und zum Kanton Digoin (bis 2015 Bourbon-Lancy). Die Einwohner werden Patriniacois genannt.

## Geografie
Perrigny-sur-Loire liegt etwa 45 Kilometer östlich von Moulins an der Loire. Umgeben wird Perrigny-sur-Loire von den Nachbargemeinden Chalmoux im Norden, Neuvy-Grandchamp im Nordosten, Les Guerreaux im Osten, Saint-Agnan im Osten und Südosten, Colulanges im Süden, Pierrefitte-sur-Loire im Süden und Südwesten sowie Gilly-sur-Loire im Westen.

## Bevölkerungsentwicklung
| Jahr                      | 1962 | 1968 | 1975 | 1982 | 1990 | 1999 | 2006 | 2011 | 2016 |
| Einwohner                 | 246  | 239  | 224  | 181  | 153  | 130  | 146  | 145  | 136  |
| Quelle: Cassini und INSEE |      |      |      |      |      |      |      |      |      |

## Sehenswürdigkeiten
- Kirche Notre-Dame-de-l’Assomption
- Schloss Charnay aus dem 15. Jahrhundert